# ゴシックメタル・バンドの一覧
ゴシックメタル・バンドの一覧（ゴシックメタル・バンドのいちらん）では、ゴシック・メタルのバンドを列記する。

## 一覧
- アイズ・オヴ・エデン[1]
- アヴァ・インフェリ[1]
- アスライ[1]
- アタルガティス[2]
- アナセマ[1]
- アフター・フォーエヴァー[3]
- アングトリア[1]
- ザ・ヴィジョン・ブリーク[1]
- ウィズイン・テンプテーション[1]
- ヴェルトゥンブランド[1]
- エヴァネッセンス[4]
- エピカ[1]
- エリス[5][6]
- エンスレイヴメント・オヴ・ビューティー[7]
- エントワイン[8]
- オーペス[9]
- オクタヴィア・セペラティ[1]
- カローン[10]
- キサンドリア（英語版）[11]
- クリプテリア[12]
- グレイヴワーム[13]
- サイレニア[14]
- サリオラ[15]
- ザ・サード・アンド・ザ・モータル[16]
- シアター・オヴ・トラジディー[1][17]
- ザ・シンス・オブ・ザ・ビーラヴド[18]
- スロイング・ティアーズ
- ザ・シックスティナイン・アイズ[19]
- センテンスト[1][20]
- ダークシード[21]
- タイプ・オー・ネガティヴ[22][23]
- ティアマット[24][25]
- ドラコニアン[1]
- トリスタニア[1][26]
- トレイル・オブ・ティアーズ[1]
- ナイトウィッシュ[1][27][28]
- ナイトフォール[29]
- ネブリナ - アンゴラ初のロックバンドだと称している。
- パラダイス・ロスト[1][30]
- ビシーチ[31]
- HIM[32]
- ビフォア・ザ・ドーン
- フォーエヴァー・スレイヴ[33]
- フォー・マイ・ペイン…[34]
- フロウリング・ティアーズ[35]
- ポイズンブラック[36][37]
- マイ・ダイイング・ブライド[38][39]
- ムーンスペル[1]
- ラクーナ・コイル[1][40][41]
- ラクリモーサ[42]
- リーヴズ・アイズ[1][43][44]